# فيليبي ريفيرا
فيليبي ريفيرا (بالإسبانية: Felipe Rivera)‏ مواليد 10 مايو 1971 في أريكا - الوفاة 1 أكتوبر 1995 في سانتياغو، كان لاعب كرة مضرب تشيلي بدأ مسيرته كمحترف سنة 1989 وكان يلعب باليد اليمنى. أعلى تصنيف له في الزوجي كان المركز الـ 240 في سنة 1991.

## روابط خارجية
- فيليبي ريفيرا على موقع رابطة محترفي التنس (الإنجليزية)
- فيليبي ريفيرا على موقع الاتحاد الدولي لكرة المضرب (الإنجليزية)
- فيليبي ريفيرا على موقع خلاصة التنس.كوم (الإنجليزية)